# 램 리서치
램 리서치 주식회사(Lam Research Corporation)는 반도체 제조장비를 개발, 생산, 판촉하는 미국의 대기업이다. 1980년 중국계 미국인 공학자 데이비드 람(David K. Lam)이 설립하였다.

## 사업 내용
박막도포, 에칭, 웨이퍼 세척이 램 리서치의 주요 사업이다.

## 해외 거점
램 리서치는 미국 외에도 오스트리아, 대한민국에 생산시설을 두고 있다. 2019년 대한민국에 R&D 시설을 구축하였다.

## 같이 보기
- ASML
- 어플라이드 머티어리얼즈
- 도쿄 일렉트론